# 1707
1707 (MDCCVII) je bilo navadno leto, ki se je po gregorijanskem koledarju začelo na soboto, po 11 dni počasnejšem julijanskem koledarju pa na sredo.

## Dogodki
- Škotska, Anglija in Wales] se združijo v Združeno kraljestvo Velike Britanije.

## Rojstva
- 25. februar - Carlo Goldoni, italijanski dramatik, († 1793)
- 15. april - Leonhard Euler, švicarski matematik, fizik, astronom († 1783)
- 22. april - Henry Fielding, angleški pisatelj († 1754)
- 23. maj - Carolus Linnaeus - Carl von Linné, švedski naravoslovec († 1778)
- 7. september - Georges-Louis Leclerc de Buffon, francoski naravoslovec, biolog, matematik, kozmolog († 1788)
- - Mojzes Hajim Luzzato, italijanski judovski mistik, rabin, filozof († 1746)

## Smrti
- 4. junij - Krištof Cellarius,  nemški klasični učenjak (* 1638)
- Pierre Sylvain Régis, francoski filozof (* 1632)